# Jazovir Sjiroka Poljana
Jazovir Sjiroka Poljana (bulgariska: Язовир Широка Поляна) är en reservoar i Bulgarien.   Den ligger i regionen Pazardzjik, i den sydvästra delen av landet, 120 km sydost om huvudstaden Sofia. Jazovir Sjiroka Poljana ligger 1 540 meter över havet.
I omgivningarna runt Jazovir Sjiroka Poljana växer i huvudsak barrskog. Runt Jazovir Sjiroka Poljana är det glesbefolkat, med 15 invånare per kvadratkilometer.